# Sot Chitalada
Sot Chitalada (in thailandese สด จิตรลดา; Chonburi, 5 maggio 1962) è un ex pugile thailandese, campione del mondo WBC dei pesi mosca tra il 1984 e il 1991.

## Biografia
Inizia la propria carriera come campione di Muay Thai, prima di passare al pugilato professionistico. 
Esordisce il 5 maggio 1983 a Bangkok contro Srithunya Sithsanae, che batte per ko alla 4ª ripresa. Il 31 marzo 1984, dopo solo quattro match, ha la sua prima chance mondiale. Affronta a Pusan il coreano Jung Koo Chang per il titolo WBC dei pesi minimosca ma perde ai punti. 
A fine anno, sempre a Bangkok, ottiene una nuova possibilità nella categoria dei mosca contro il messicano Gabriel Bernal. Il verdetto è contrastato ma stavolta conquista ai punti la cintura mondiale WBC, con lo status di campione lineare.
Difende il titolo contro l'ex campione mondiale Charlie Magri, all'Alexandra Palace di Londra, vincendo per abbandono nell'intervallo tra il quarto e il quinto round. Il 22 giugno 1985 affronta nuovamente Bernal, a Bangkok. Nonostante un giudice gli assegni nettamente la vittoria consegue un verdetto di parità che gli consente comunque di mantenere il titolo. Nel febbraio 1986 al Sabah Al Salem Stadium di Al Kuwait batte ai punti l'altro ex campione del mondo Freddy Castillo. 
Chitalada e Bernal si affrontano poi una terza volta nel dicembre 1986 e il successo ai punti del thailandese mette la parola fine alla trilogia. Sempre per il titolo seguono le difese con Rae-Ki Ahn (ko alla 4ª ripresa all'Hua Mark Stadium di Bangkok) e Hideaki Kamishiro (ko alla 6ª ripresa alla Castle Hall di Osaka).
Chitalada perde il titolo il 24 luglio 1988, quando Yong Kang Kim lo batte ai punti a Pohang. Ottiene la rivincita e, dopo tre incontri interlocutori, il 3 giugno 1989 allo stadio comunale di Trang batte Kim ai punti, anche se nuovamente con verdetto contrastato. Mantiene poi il titolo altri due anni, con quattro difese vittoriose: Ric Siodora (ai punti), Carlos Gabriel Salazar (idem), Richard Clarke (ko all'11ª ripresa) e Jung Koo Chang (punti).
Il suo regno termina nel 1991, quando è sconfitto per knock-out tecnico alla 6ª ripresa dal suo emergente connazionale Muangchai Kittikasem allo stadio di Ayutthaya. Chitalada non tornerà più campione e nel 1992 perde per Kot al 9º round anche la rivincita in quello che è il suo ultimo incontro.
Chiude la carriera con un record di 26 vittorie (16 prima del limite), 4 sconfitte e un pari.